# Concert Bobino 1981
Concert Bobino 1981 ist ein Livealbum der französischen Progressive-Rock- und Zeuhl-Gruppe Magma. Es wurde in der Zeit vom 27. bis 30. Mai 1981 aufgezeichnet, aber erst 1995 als Doppelalbum von Seventh Records veröffentlicht.

## Musikstil

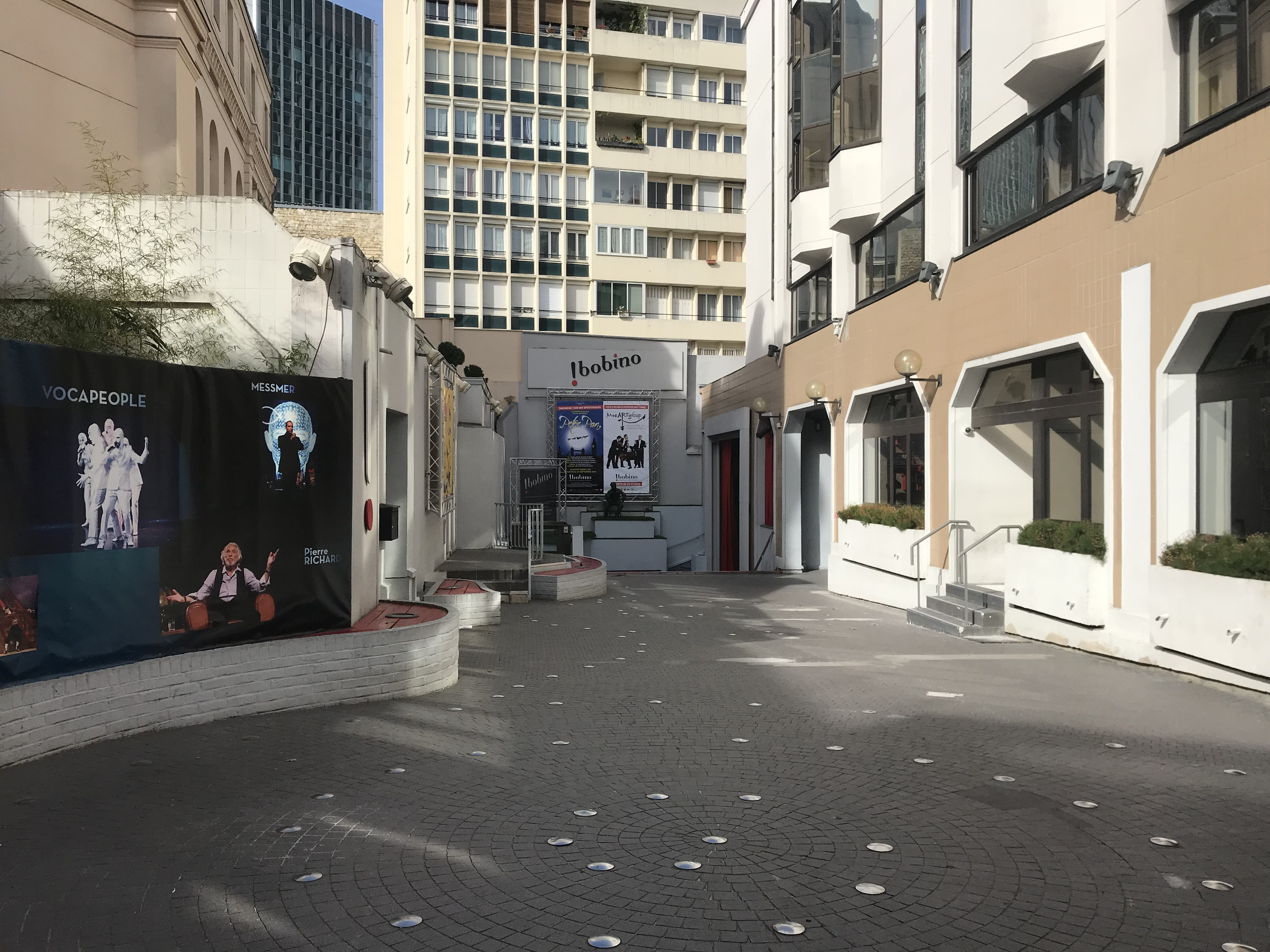
Aufnahmeort, Konzerthaus Bobino (Bild von 2016)

Mit einer dreiwöchigen Auftrittsserie im Pariser Konzerthaus Bobino im Mai 1981 begann eine neue Phase in der musikalischen Entwicklung von Magma. Das Repertoire dieser Konzerte knüpfte an das der vorangegangenen Tournee an und umfasste alte, aber auch neue Stücke. Die Rhythm-and-Blues-Färbung der Musik wurde durch die Guillard-Brüder an den Blasinstrumenten noch verstärkt, und die eher kurzen Titel gaben mehr Raum für Improvisationen. Nachdem Klaus Blasquiz die Band verlassen hatte, übernahm Christian Vander den Gesang und wurde von Doudou Weiss am Schlagzeug unterstützt. Stella Vander, Lisa Deluxe und Guy Khalifa liefern weitere Gesangsparts. Toningenieur war Francisco Juan Guerrero.
Bemerkenswert sind die zweistimmigen Basslinien, bei der Jean-Luc Chevalier seinen basse air in deutlich höheren Tonlagen spielt als Dominique Bertram seinen basse terre.

## Titelliste

### CD 1
1. Zaïn – 7:39
2. Hhaï – 12:52
3. Ürgon Gorgo – 6:04
4. Retrovision (Attahk) – 19:48

### CD 2
1. Who's My Love – 7:07
2. Otis – 12:48
3. Zëss (extrait) – 30:19
4. You – 10:10

## Weitere Veröffentlichungen
2004 wurde eine Aufzeichnung eines der Konzerte als VHS- und DVD-Video mit einer Laufzeit von 112 Minuten bei Seventh Records herausgegeben. Im Gegensatz zu dem Material für die CD, das aus der Zeit vom 27. bis 30. Mai 1981 stammt, wurde für die DVD eine Aufzeichnung der gleichen Setliste und der gleichen Besetzung vom 16. Mai 1981 genommen.

## Rezeption
Von Progressive-Rock-Anhängern erhielt das Album gemischte Kritiken. Einerseits werden die Stücke Hhaï, Otis und Zës positiv aufgenommen, jedoch fallen die Kritiken bei den übrigen Titeln negativer aus, da sich Magma nach Meinung der Rezensenten hier musik- wie modestililstisch zu sehr dem damals aktuellen Discosound angenäherten. Durchweg positiv wurden die technischen Leistungen der Sänger und Musiker hervorgehoben. Einige Kritiker, wie auf Prog Archives, konstatieren dass der Übergang der 1970er zu den 1980er Jahren nicht zu den Magmas guten Jahren gehörten, weswegen sich die Band in der Folge auflöste und nach der Neugründung wieder zu ihrem alsten Sitl zurückfand. Bei der DVD-Edition wird von den Rezensenten wiederholt die schlechte Bildqualität bemängelt.